# Parú (Ventuari)
Parú je rijeka u Venezueli. Pritoka je rijeke Ventuari i pripada porječju rijeke Orinoco.